# Bang Bros
Pour les articles homonymes, voir Bangbros.
 (octobre 2024).
Si vous disposez d'ouvrages ou d'articles de référence ou si vous connaissez des sites web de qualité traitant du thème abordé ici, merci de compléter l'article en donnant les références utiles à sa vérifiabilité et en les liant à la section « Notes et références ».
Bang Bros est une société de production nord-américaine de films pornographiques.

## Histoire
Bang Bros est créée en 2000 à Miami, en Floride.

## Production
Certains films sont produits à Los Angeles en Californie et à Houston au Texas.

## Sites
Elle détient 52 sites internet pornographiques comme Bang Bus, Public Bang ou Stepmom Videos ayant chacun une thématique ou un concept principal.

## Personnalités

### Actrices produites
Ci-dessous, quelques-unes des actrices les plus connues :
- Aaliyah Love
- Abella Anderson
- Abella Danger
- Abigail Mac
- Adrenalynn
- Adriana Chechik
- Adrianna Luna
- Adrianna Nicole
- Aiden Starr
- Aidra Fox
- AJ Applegate
- Alana Evans
- Alanah Rae
- Alektra
- Aleska Diamond
- Aletta Ocean
- Alexis Amore
- Alexis Fawx
- Alexis Ford
- Alexis Love
- Alexis Texas
- Alicia Alighatti
- Alina Li
- Allie Haze
- Alyssa Reece
- Amarna Miller
- Amber Lynn
- Amber Rayne
- Amia Miley
- Amy Brooke
- Amy Reid
- Ana Foxxx
- Ana Nova
- Andy Sandimas
- Angel Dark
- Angela Summers
- Angela White
- Angelina Valentine
- Angelique Morgan
- Angell Summers
- Anikka Albrite
- Anissa Kate
- Anita Dark
- Ann Marie Rios
- Anna Bell Peaks
- Anna Polina
- Annette Schwarz
- April O'Neil
- Ariana Jollee
- Ariana Marie
- Asa Akira
- Ash Hollywood
- Ashley Bell
- Ashley Blue
- Ashley Fires
- Ashli Orion
- Ashlynn Brooke
- Aubrey Addams
- Audrey Bitoni
- August Ames
- Aurora Jolie
- Aurora Snow
- Austin Kincaid
- Ava Addams
- Ava Devine
- Ava Rose
- Ava Vincent
- Bam Boo
- Bella Morietti
- Belle Knox
- Bethany Benz
- Black Angelika
- Blake Eden
- Blue Angel
- Bobbi Starr
- Bonnie Rotten
- Brandi Love
- Brandy Aniston
- Brandy Talore
- Breanne Benson
- Bree Olson
- Brett Rossi
- Briana Banks
- Briana Blair
- Brianna Love
- Bridgette B
- Britney Amber
- Brooke Haven
- Brooke Lee Adams
- Brooklyn Lee
- Brynn Tyler
- Capri Anderson
- Capri Cavalli
- Carmella Bing
- Carter Cruise
- Casey Calvert
- Cathy Heaven
- Celeste Star
- Chanel Preston
- Charley Chase
- Charlie Laine
- Charlotte Stokely
- Charmane Star
- Chastity Lynn
- Cherie DeVille
- Christie Lee
- Christie Stevens
- Christy Mack
- Cindy Hope
- Claire Dames
- Courtney Cummz
- Courtney Simpson
- Cytherea
- Daisy Marie
- Dana De Armond
- Dana Vespoli
- Dani Daniels
- Dani Jensen
- Danica Dillon
- Darryl Hanah
- Davia Ardell
- Deauxma
- Demi Delia
- Devon Lee
- Diamond Foxxx
- Diana Doll
- Dillion Harper
- Dylan Ryder
- Elsa Jean
- Erica Fontes
- Erika Vution
- Esperanza Gomez
- Eva Angelina
- Eva Lovia
- Faye Runaway
- Flower Tucci
- Francesca Le
- Franceska Jaimes
- Georgia Jones
- Gianna Lynn
- Gianna Michaels
- Gina Lynn
- Gina Valentina
- Gracie Glam
- Heather Starlet
- Heidi Mayne
- Hillary Scott
- Holly Hendrix
- Holly Michaels
- Holly Sampson
- Holly Wellin
- Icelafox
- Inari Vachs
- India Summer
- Isabel Ice
- Isis Love
- Isis Taylor
- Jada Fire
- Jada Stevens
- Jaelyn Fox
- Jana Cova
- Lela Star
- Mia Khalifa

### Récompenses
- 2011 : XBIZ Award: Studio Affiliate Program of the Year[2]
- 2012 : XBIZ Award: Amateur Release of the Year
- 2013 : XBIZ Award Nommée: Studio of the Year
- 2013 : XBIZ Award: Adult Site of the Year